# Музички продуцент
Музички продуцент је човјек који снима и уређује музику за музичара. Данас, у музичкој индустрији постоје двије врсте продуцента: извршни продуцент и музички продуцент. Извршни продуцент надгледа финансије пројекта, а музички продуцент надгледа креацију музике.